# Élections législatives monténégrines de 2023
Les élections législatives monténégrines de 2023 ont lieu le 11 juin 2023 afin d'élire les 81 députés de la XIIe législature du Parlement du Monténégro pour un mandat de quatre ans.
Initialement prévu pour 2024, le scrutin est convoqué de manière anticipée après plusieurs mois de crise politique, les parlementaires ne parvenant pas à s'entendre sur la formation d'un nouveau gouvernement après le vote de censure du gouvernement Abazović en août 2022.
Cet avancement du calendrier électoral conduit les élections législatives à se tenir moins de deux mois après l'élection présidentielle, qui a vu la victoire au second tour de Jakov Milatović sur le président sortant Milo Đukanović. La défaite de ce dernier marque la fin de trois décennies de dominance du Parti démocratique des socialistes du Monténégro (DPS) à la tête de l’État et la montée inattendue du jeune parti de Milatović, Europe maintenant !.
Ce dernier arrive en tête du scrutin, devançant la coalition menée par le DPS, et se positionne ainsi en favori pour la formation d'un gouvernement de coalition avec plusieurs des anciens partis membres du gouvernement Abazović, réunis au sein de la coalition Pour le futur du Monténégro. Le nouveau gouvernement entre en fonction le 31 octobre, avec le dirigeant d'Europe maintenant !, Milojko Spajić, pour Premier ministre.

## Contexte

### Gouvernement Krivokapić

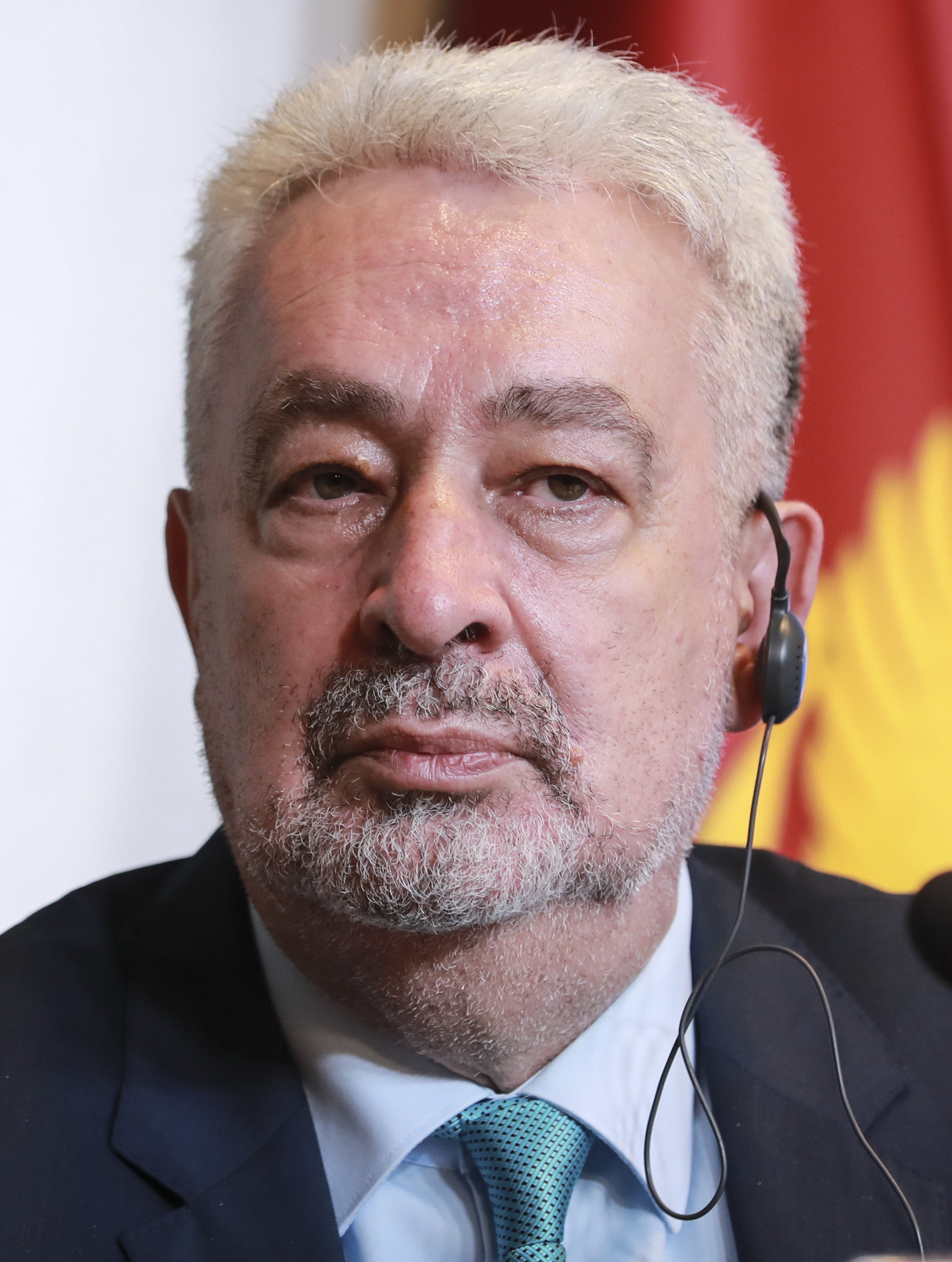
Le premier ministre Zdravko Krivokapić (2020-2022).

Les élections législatives d'août 2020 voient la défaite de la coalition au pouvoir menée par le Parti démocratique socialiste (DPS), du Premier ministre Duško Marković. Bien qu'arrivé en tête, le DPS perd la majorité absolue des sièges. Ce revers intervient dans un contexte de tensions liées à l'adhésion du pays à l'OTAN, aux accusations de corruption et de détournement de fonds publics portées à l'encontre du DPS, ainsi que du vote en 2019 d'une loi controversée permettant la nationalisation des biens de l'Église orthodoxe serbe. Le gouvernement Marković sortant est ainsi toujours marqué par la tentative de coup d'État menée la veille des précédentes élections en 2016 par l'opposition pro-russe afin d'empécher l'adhésion imminente du Monténégro à l'OTAN. L'échec de la tentative avait été suivie de l'adhésion le 5 juin 2017,. Le gouvernement est par la suite très affaibli par un scandale de corruption qui touche plusieurs personnalités haut placées du Parti démocratique socialiste, provoquant d'importantes manifestations exacerbées par la tentative de meurtre à l'encontre de la journaliste d'investigation Olivera Lakić, spécialisée dans la lutte contre le crime organisé au Monténégro,,.
Avec leur victoire en 2020, trois formations d'opposition, les coalitions Pour le futur du Monténégro — composée du Front démocratique (DF), du Parti socialiste populaire (SNP) et du Mouvement populaire (NP) — et La paix est notre nation — dominée par Monténégro démocratique (DCG) — ainsi que le parti Action réformée unie, remportent ensemble la majorité absolue et forment un nouveau gouvernement de coalition. Il s'agit alors de la première alternance politique au Monténégro, le DPS ayant toujours été à la tête du gouvernement depuis la chute du système communiste et l’avènement du multipartisme en 1990, ainsi que depuis l'indépendance du pays en 2006. Composé de technocrates dirigés par l'indépendant Zdravko Krivokapić, le nouveau gouvernement s'engage à poursuivre la procédure d'adhésion du Monténégro à l'Union européenne et son intégration à l'OTAN ainsi que de réviser plusieurs lois, dont notamment celles sur le patrimoine de l'Église orthodoxe. La coalition s'engage surtout à lutter contre la corruption et à réviser la loi électorale afin de mettre en œuvre rapidement de nouvelles élections présentées comme devant être les « premières élections justes et équitables » du pays. Selon l'accord de coalition, le gouvernement Krivokapić doit alors durer un an, avant des élections fin 2021, mais celui-ci est finalement maintenu jusqu'en 2022,. Largement influencé par l'Église orthodoxe serbe, le gouvernement procède à une révision de la loi sur la nationalisation des biens de l'Église dans un sens favorable à cette dernière. La disparition de cette cause commune des membres de la coalition amène cependant à l'affaiblissement d'un ensemble politiquement désordonné. La cohésion des partis est par ailleurs affaiblie par les tensions provoquées par les demandes répétées du Front démocratique de remplacer plusieurs ministres apolitiques par des membres des principaux partis de la coalition.

### Gouvernement Abazović

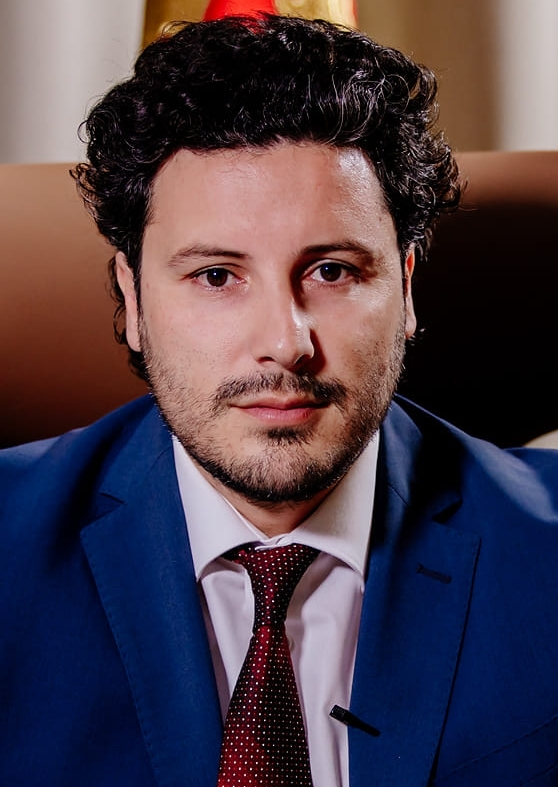
Le premier ministre Dritan Abazović (2022-2023).

À la tête d'Action réformée uni, le vice-Premier ministre Dritan Abazović opère début 2022 un rapprochement avec le DPS qui l'amène à déposer une motion de censure. Cette dernière est votée avec succès le 4 février avec le soutien supplémentaire des Sociaux-démocrates (SD) et du Parti social-démocrate (SDP) ainsi que de plusieurs petits partis des minorités bosniaques et albanaises,. Ayant également rallié le Parti socialiste populaire (SNP) de la coalition sortante, Abazović forme un gouvernement minoritaire avec le soutien sans participation du DPS. Il reçoit le vote de confiance de l'assemblée le 28 avril 2022 lors d'un vote boycotté par les formations restantes de Pour le futur du Monténégro et La paix est notre nation.
Dès sa mise en place, le gouvernement Abazović est victime de son impossibilité à concilier  son programme de lutte contre la corruption et la mafia avec sa dépendance politique au DPS. Après le vote début août d'une nouvelle loi encore plus favorable à l'Église orthodoxe qui le met en conflit avec ses alliés, le Premier ministre finit par accuser le DPS de protéger les réseaux mafieux avec le soutien du président Milo Đukanović et de médias financés par le trafic de drogues et de cigarettes. Soumis à son tour à une motion de censure déposée par le DPS et le SDP, le gouvernement Abazović est renversé le 19 août après moins de quatre mois au pouvoir, un record dans le pays,.
Dritan Abazović assure alors les affaires courantes dans l'attente de négociations devant mener à la formation d'un nouveau gouvernement, tandis que le pays voit se multiplier les manifestations appelant à des élections anticipées. Après plusieurs mois de tentatives infructueuses menée par le dirigeant du Front démocratique, Miodrag Lekić, ce dernier échoue cependant à obtenir le soutien du DPS. Les négociations sont marquées par l'opposition du président Đukanović qui refuse de lui accorder un mandat en ce sens malgré les signatures de soutien de 41 députés. Ce conflit conduit le Parlement à voter une loi retirant au président le monopole de proposition d'un candidat au poste de Premier ministre lors de la formation d'un gouvernement. Les partis entretiennent alors l'espoir que le vide institutionnel puisse être réglé une fois cette crise résolue. Après la signature de la loi par Milo Đukanović en janvier 2023, l'incapacité de Lekić à former un gouvernement dans un délai de trois mois met cependant définitivement fin aux espoirs d'éviter un retour aux urnes. Le président Đukanović décide par conséquent le 17 mars 2023 de dissoudre le Parlement et de convoquer des élections législatives anticipées pour le 11 juin suivant. Cette décision intervient deux jours à peine avant l'élection présidentielle à laquelle le président sortant est candidat,.

### Présidentielle de 2023

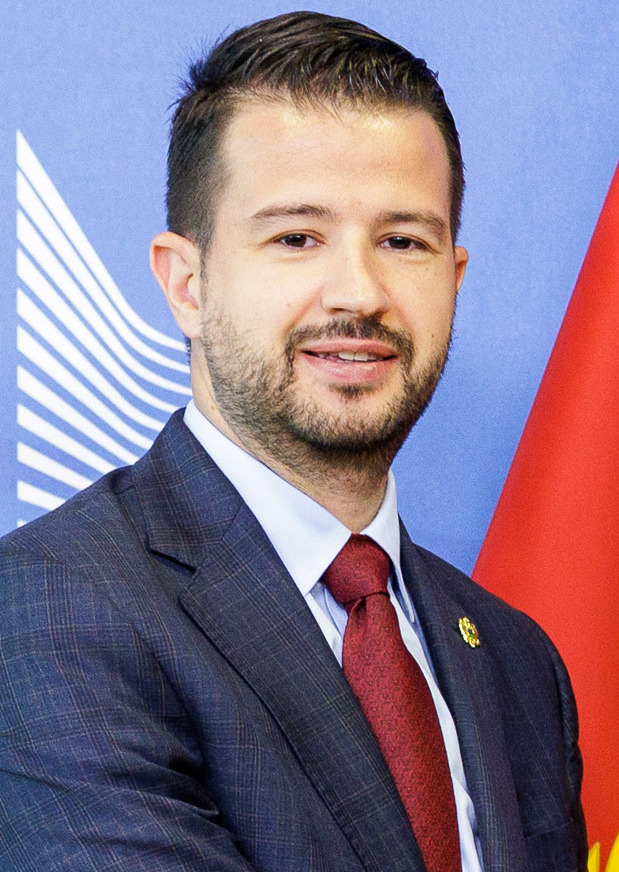
Le président élu en 2023, Jakov Milatović.

L'élection présidentielle voit cependant la défaite de Milo Đukanović face à l'ancien ministre de l'Économie Jakov Milatović, candidat d'Europe maintenant !. Ce dernier obtient ainsi les fruits d'une campagne axée sur la lutte contre la corruption, tandis que Đukanović fait les frais de la crise politique à laquelle est confrontée le pays depuis plusieurs mois, dont une partie de la population lui attribue la responsabilité,,.
La large défaite de Đukanović après trois décennies passées à différents postes du pouvoir est perçue comme un véritable bouleversement de la scène politique monténégrine. Le Parti démocratique des socialistes du Monténégro essuie ainsi un nouveau revers après sa défaite aux législatives de 2020. Malgré l'instabilité parlementaire qui s'est ensuivie, ces dernières auraient eu l'effet de démontrer qu'une alternance était possible sans que le pays ne s'enfonce comme redouté dans un conflit ethnique, pavant la voie à une seconde alternance à la tête de l’État. L'opposition bénéficie ainsi d'un contexte de renouvellement des idées politiques, la population ayant pour la première fois voté sur des lignes autres que celles identitaires,. Le président sortant fait par ailleurs les frais d'un rejet croissant du système mafieux et clientéliste mis en place par la DPS sous sa direction, une large part de la population ne supportant plus cette situation d'« État privatisé au service d'un clan, ».
La victoire de Milatović est largement associé à son discours résolument anti corruption et pro-européen, le nouveau président s'étant engagé à faire aboutir le plus rapidement possible la procédure d'adhésion du Monténégro à l'Union européenne, ouverte depuis 2010. Son champ d'action dans le cadre d'un régime parlementaire est cependant lié aux résultats des législatives de juin.

## Système électoral
Le Parlement du Monténégro est un parlement unicaméral doté de 81 sièges pourvus pour quatre ans au scrutin proportionnel plurinominal avec listes bloquées dans une unique circonscription électorale nationale. Les sièges sont répartis selon la méthode d'Hondt à tous les partis ayant franchi le seuil électoral de 3 % des suffrages exprimés. Les partis représentant une minorité ethnique dont les membres totalisent au moins 15 % de la population d'un district sont cependant en partie affranchis de ce seuil, celui ci étant alors abaissé à 0,7 %, pour un maximum de trois sièges. Pour les partis représentant la minorité croate, il descend à 0,35 % et donne droit à un siège.

## Sondages

Moyenne lissée des intentions de vote depuis les précédentes élections.

## Forces en présence
| Parti Nom en monténégrin | Parti Nom en monténégrin | Idéologie                                                                            | Chef de file        | Résultat en 2020            |
| ------------------------ | --- | ------------------------------------------------------------------------------------ | ------------------- | --------------------------- |
|                          | Parti démocratique socialiste Demokratska Partija Socijalista Crne Gore (DPS)                                                 | Centre gauche Social-démocratie, nationalisme, europhilie                            | Danijel Živković    | 35,06 % des voix 30 députés |
|                          | Pour le futur du Monténégro Za budućnost Crne Gore (ZBCG)                                                                     | Droite Conservatisme, anti-corruption, défense des serbes, europhilie, populisme     | Milan Knežević      | 32,55 % des voix 14 députés |
|                          | Monténégro démocratique – Action réformée unie Demokratska Crna Gora (DCG) – Ujedinjena reformska akcija (URA)                | Centre Europhilie                                                                    | Aleksa Bečić        | En coalition 13 députés     |
|                          | Parti socialiste populaire – Alliance démocratique Socijalistička narodna partija Crne Gore (SNP) - Demokratski savez (Demos) | Centre Social-démocratie, anti-corruption, europhilie, défense des serbes            | Vladimir Joković    | En coalition 5 députés      |
|                          | Parti bosniaque Bošnjačka stranka (BS)                                                                                        | Centre droit Europhilie, conservatisme social, défense des intérêts bosniaques       | Rafet Husović       | 3,98 % des voix 3 députés   |
|                          | Parti social-démocrate Socijaldemokratska partija (SDP)                                                                       | Centre gauche Social-démocratie, progressisme, europhilie, nationalisme civique      | Draginja Vuksanović | 3,14 % des voix 2 députés   |
|                          | Initiative civique croate Hrvatska građanska inicijativa (HGI)                                                                | Centre droit Conservatisme social, défense des croates, europhilie                   | Adrijan Vuksanović  | 0,27 % des voix 0 députés   |
|                          | Europe maintenant ! Европа сад! (PES!)                                                                                        | Centre Lutte contre la corruption, europhilie, populisme, libéralisme économique     | Milojko Spajić      | Nouveau                     |
|                          | Mouvement pour les changements Pokret za promjene (PzP)                                                                       | Droite Populisme, nationalisme, russophilie, euroscepticisme, anti-immigration       | Nebojša Medojević   | En coalition 5 députés      |
|                          | Nouvelle Force démocratique – Parti démocratique Forca e Re Demokratike (Forca) – Partia Demokratike (PD)                     | Centre droit Conservatisme, défense des albanais, europhilie                         | Genci Nimanbegu     | Nouveau                     |
|                          | Mouvement démocrate chrétien – Vrai Monténégro Demohrišćanski pokret (DP) – Prava Crna Gora (Prava)                           | Centre droit à droite Démocratie chrétienne, populisme de droite, nationalisme serbe | Dejan Vukšić        | Nouveau                     |
|                          | Alternative albanaise Albanska alternativa (ASh)                                                                              | Droite Défense des albanais, populisme de droite, conservatisme social               | Nik Gjeloshaj       | Nouveau                     |

## Résultats
|                                              |                                                                |                                                                |         |       |       |               |               |  |  |
| Partis                                       | Partis                                                         | Partis                                                         | Voix    | %     | +/-   | Sièges        | +/-           |  |  |
|                                              | Europe maintenant ! (PES!)                                     | Europe maintenant ! (PES!)                                     | 77 203  | 25,53 | Nv    | 24            | 22            |  |  |
|                                              |                                                                | Parti démocratique socialiste du Monténégro (DPS)              | 70 228  | 23,22 | 11,84 | 17            | 12            |  |  |
|                                              | Sociaux-démocrates (SD)                                        | 3                                                              | 70 228  | 23,22 | 11,84 | en stagnation |               |  |  |
|                                              | Union démocratique des Albanais (UDSh)                         | 1                                                              | 70 228  | 23,22 | 11,84 | en stagnation |               |  |  |
|                                              | Parti libéral (LP)                                             | 0                                                              | 70 228  | 23,22 | 11,84 | 1             |               |  |  |
| Ensemble ! Pour le futur qui nous appartient | Ensemble ! Pour le futur qui nous appartient                   | 21                                                             | 70 228  | 23,22 | 11,84 | 13            |               |  |  |
|                                              |                                                                | Nouvelle démocratie serbe (NSD)                                | 44 565  | 14,74 | 17,81 | 9             | en stagnation |  |  |
|                                              | Parti populaire démocratique (DNP)                             | 4                                                              | 44 565  | 14,74 | 17,81 | 1             |               |  |  |
|                                              | Parti des travailleurs (RP)                                    | 0                                                              | 44 565  | 14,74 | 17,81 | 1             |               |  |  |
| Pour le futur du Monténégro (ZBCG)           | Pour le futur du Monténégro (ZBCG)                             | 13                                                             | 44 565  | 14,74 | 17,81 | 2             |               |  |  |
|                                              |                                                                | Monténégro démocratique (DCG)                                  | 37 730  | 12,48 | N/a   | 7             | 2             |  |  |
|                                              | Action réformée unie (URA)                                     | 4                                                              | 37 730  | 12,48 | N/a   | en stagnation |               |  |  |
| Aleksa et Dritan – Comptez sur la bravoure ! | Aleksa et Dritan – Comptez sur la bravoure !                   | 11                                                             | 37 730  | 12,48 | N/a   | 2             |               |  |  |
|                                              | Parti bosniaque (BS)                                           | Parti bosniaque (BS)                                           | 21 423  | 7,08  | 3,10  | 6             | 3             |  |  |
|                                              | Parti socialiste populaire - Alliance démocratique (SNP-DEMOS) | Parti socialiste populaire - Alliance démocratique (SNP-DEMOS) | 9 472   | 3,13  | N/a   | 2             | 3             |  |  |
|                                              | Parti social-démocrate (SDP)                                   | Parti social-démocrate (SDP)                                   | 9 010   | 2,98  | 0,16  | 0             | 2             |  |  |
|                                              | Justice pour tous                                              | Justice pour tous                                              | 8 380   | 2,77  | Nv    | 0             | en stagnation |  |  |
|                                              | Forum albanais (ASh - LDSH - UNSh)                             | Forum albanais (ASh - LDSH - UNSh)                             | 5 767   | 1,91  | N/a   | 2             | 2             |  |  |
|                                              | Révolution pour un Monténégro sûr                              | Révolution pour un Monténégro sûr                              | 4 833   | 1,60  | Nv    | 0             | en stagnation |  |  |
|                                              | Alliance albanaise (FORCA - PD - LSMZ)                         | Alliance albanaise (FORCA - PD - LSMZ)                         | 4 512   | 1,49  | N/a   | 1             | en stagnation |  |  |
|                                              | Coalition du peuple (DHP - PCG - SCG - DSS - PZPV)             | Coalition du peuple (DHP - PCG - SCG - DSS - PZPV)             | 3 630   | 1,20  | Nv    | 0             | en stagnation |  |  |
|                                              | Initiative civique croate (HGI)                                | Initiative civique croate (HGI)                                | 2 226   | 0,74  | 0,47  | 1             | 1             |  |  |
|                                              | Mouvement pour les changements (PzP)                           | Mouvement pour les changements (PzP)                           | 1 993   | 0,66  | N/a   | 0             | 5             |  |  |
|                                              | Oui nous pouvons !                                             | Oui nous pouvons !                                             | 1 444   | 0,48  | Nv    | 0             | en stagnation |  |  |
|                                              |                                                                |                                                                |         |       |       |               |               |  |  |
| Votes valides                                | Votes valides                                                  | Votes valides                                                  | 302 416 | 99,05 |       |               |               |  |  |
| Votes blancs et invalides                    | Votes blancs et invalides                                      | Votes blancs et invalides                                      | 2 890   | 0,95  |       |               |               |  |  |
| Total                                        | Total                                                          | Total                                                          | 305 306 | 100   | –     | 81            | en stagnation |  |  |
| Abstentions                                  | Abstentions                                                    | Abstentions                                                    | 237 162 | 43,72 |       |               |               |  |  |
| Inscrits / participation                     | Inscrits / participation                                       | Inscrits / participation                                       | 542 468 | 56,28 |       |               |               |  |  |

## Analyse et conséquences

Parti arrivé en tête par municipalité. Europe maintenant !
Ensemble ! (coalition du DPS)
Pour le futur du Monténégro
Parti bosniaque
Parti socialiste populaire
Forum albanais
Alliance albanaise

Le scrutin est marqué par une chute de la participation, qui s'établit à 56 % contre 76 % trois ans plus tôt. Les électeurs se seraient ainsi détournés des urnes en raison des luttes intestines des partis en lice ainsi que de la fréquence des élections à l'issue peu décisive.
Le parti du président Jakov Milatović, Europe maintenant ! (PES!), arrive en tête du scrutin, suivi de la coalition menée par le Parti démocratique des socialistes du Monténégro (DPS). Cofondateur du PES! avec Milatović, Milojko Spajić promet de « former un gouvernement pro-européen », dont il ambitionne de devenir le Premier ministre.
Le PES! se positionne en effet en favori pour la formation d'un gouvernement de coalition avec plusieurs des anciens partis membres du gouvernement Abazović, réunis au sein de la coalition pro-serbe Pour le futur du Monténégro. Ensemble, les deux formations ne réunissent cependant que 37 sièges sur 81, et ont donc besoin d'autres partenaires de coalitions pour atteindre la majorité absolue,,. Le PES! ayant exclu toute alliance avec le DPS et Action réformée unie (URA), une alliance avec Monténégro démocratique (DCG) ou les petits partis représentant les minorités nationales serbes, bosniaques et croates s'avère nécessaire. L'opposition à l'URA est notamment accentuée par la fin de la campagne électorale, qui voit le Premier ministre sortant accuser Milojko Spajić de liens avec le Sud-Coréen Do Kwon, fondateur de la cryptomonnaie Terra et accusé de détournement de fonds par son pays et par les États-Unis. Spajić se défend de ses accusations, qu'il rejette comme une « dernière tentative de sabotage » de son parti,.

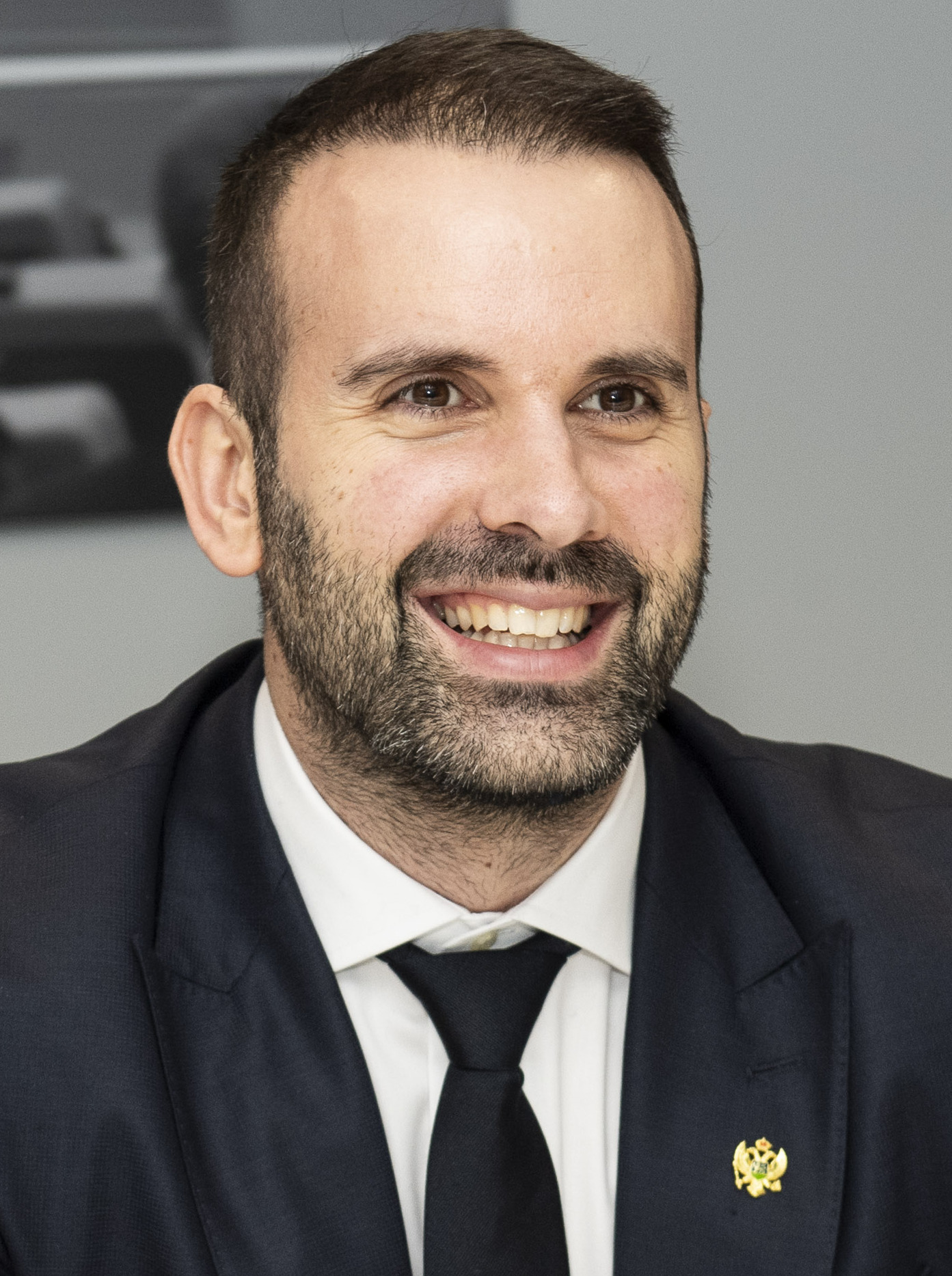
Le premier ministre élu, Milojko Spajić.

Le positionnement résolument pro-Union européenne (UE) d'Europe maintenant ! rend cependant difficile un rapprochement avec les partis de la minorité serbe en raison de l'affrontement géopolitique entre l'UE et la Russie de Vladimir Poutine, alliée de la Serbie dans le contexte de l'Invasion de l'Ukraine par la Russie l'année précédente. Après avoir rejoint le programme de sanctions de l'UE à l'égard de la Russie, le Monténégro a ainsi été ajouté par cette dernière à la liste des « pays inamicaux » envers elle,.
Le scrutin s'avère néanmoins davantage une défaite pour le Parti démocratique des socialistes qu'une victoire décisive pour Europe maintenant !, qui ne le dépasse que d'une faible avance. Les résultats ne permettent ainsi pas à ce dernier de former une coalition sans le soutien d'un nombre élevé de formations politiques. Le pays étant toujours affaibli par de nombreuses divisions internes et une économie en berne, un retour aux urnes à moyen terme est par conséquent jugé probable.
Les résultats définitifs sont finalement annoncés le 14 juillet, permettant l'ouverture de négociations officielles entre les partis. La session inaugurale de la nouvelle législature doit ainsi être suivie d'un maximum de 30 jours de consultations de leurs dirigeants par le président Milatović afin de désigner un candidat au poste de Premier ministre, ce dernier disposant alors de 90 jours pour former un gouvernement. Le 11 août, Milojko Spajić est chargé de former un gouvernement. Après plusieurs mois de négociations, un accord de coalition est finalement conclu entre Europe maintenant, Pour le futur du Monténégro, Monténégro démocratique, le Parti socialiste populaire, le Forum albanais et l'Alliance albanaise. Formé le 26 octobre, le gouvernement mené par Milojko Spajić entre en fonction après avoir reçu le vote de confiance du parlement le 31.